# Eugene O’Curry

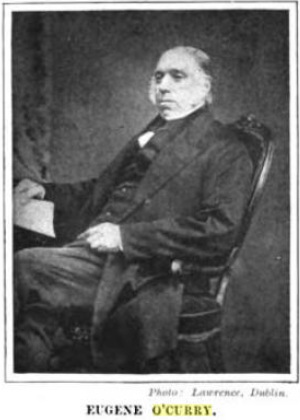
Eugene O’Curry

Eugene O’Curry (* November 1794 in Doonaha, County Clare; † 30. Juli 1862 in Dublin) war ein irischer Professor für Geschichte und Archäologie.
O’Curry wurde 1794 in Doonaha im County Clare geboren. Er wuchs auf der Farm seiner Familie auf. Von seinem Vater lernte er die irische Sprache zu lesen und zu schreiben. Später zog er nach Limerick, um dort in einem Irrenhaus zu arbeiten. Insgesamt ging er dort 20 Jahre dieser Beschäftigung nach. Während dieser Jahre war O’Curry ein bekannter Sammler diverser Manuskripte, von denen einige von der Royal Irish Academy erworben wurden. Durch seine Kontakte wurde er 1835 schließlich im Stab für topografische und historische Arbeiten der Ordnance Survey zu arbeiten.
Kein Gelehrter hatte sich vor O’Curry so intensiv mit dem in Irland zu findenden, teils jahrhundertealten, Manuskriptmaterial beschäftigt. Er erstellte erste wissenschaftliche Interpretationen und fertigte Kopien einzelner Werke aus dem Bestand der Royal Irish Academy und des Trinity College. Durch O’Currys Recherchearbeit und die topografischen Studien von John O’Donovan, die die beiden zwischen 1835 und 1842 leisteten, trugen sehr zu der Arbeit des Ordnance Survey bei und führten zu einer Reihe wichtiger Publikationen, sowie zu den Ordnance Survey Letters.
Nachdem die Abteilung der Ordnance Survey in der O’Curry 1842 geschlossen worden war, wurde er in der Royal Irish Academy tätig und erstellte einen Katalog aller sich im Besitz der Royal Irish Academy befindenden Manuskripte. Das Resultat seiner Arbeit umfasste mehrere Bände, inklusive Zusammenfassungen der jeweiligen Manuskriptinhalte. Diese Jahre an der Royal Irish Academy waren neben ihrer Produktivität vor allem eine finanziell schwierige Zeit für O’Curry. Dieser hatte mittlerweile eine Familie gegründet, O’Curry und O’Donovan hatten zwei Schwestern geheiratet, und musste mit einem geringen und unsicheren Einkommen auskommen. Erst seine später erfolgende Professur sollte ihn aus dieser Situation befreien.
Im Jahr 1854 wurde er von John Henry Newman, dem Rektor der neugegründeten Catholic University in Dublin, auf den Lehrstuhl für Geschichte und Archäologie (Chair of Irish Archaeology and History) berufen. Dieser war einer der ersten Lehrstühle für Archäologie in Irland und wurde von O’Curry bis zu seinem Tod bekleidet.